# Saint-Pierre, Haute-Garonne

Saint-Pierre este o comună în departamentul Haute-Garonne din sudul Franței. În 2009 avea o populație de 247 de locuitori.

## Evoluția populației
| An        | 1975 | 1982 | 1990 | 1999 | 2006 | 2009 |
| --------- | ---- | ---- | ---- | ---- | ---- | ---- |
| Populație | 115  | 135  | 201  | 209  | 245  | 247  |

## Monumente

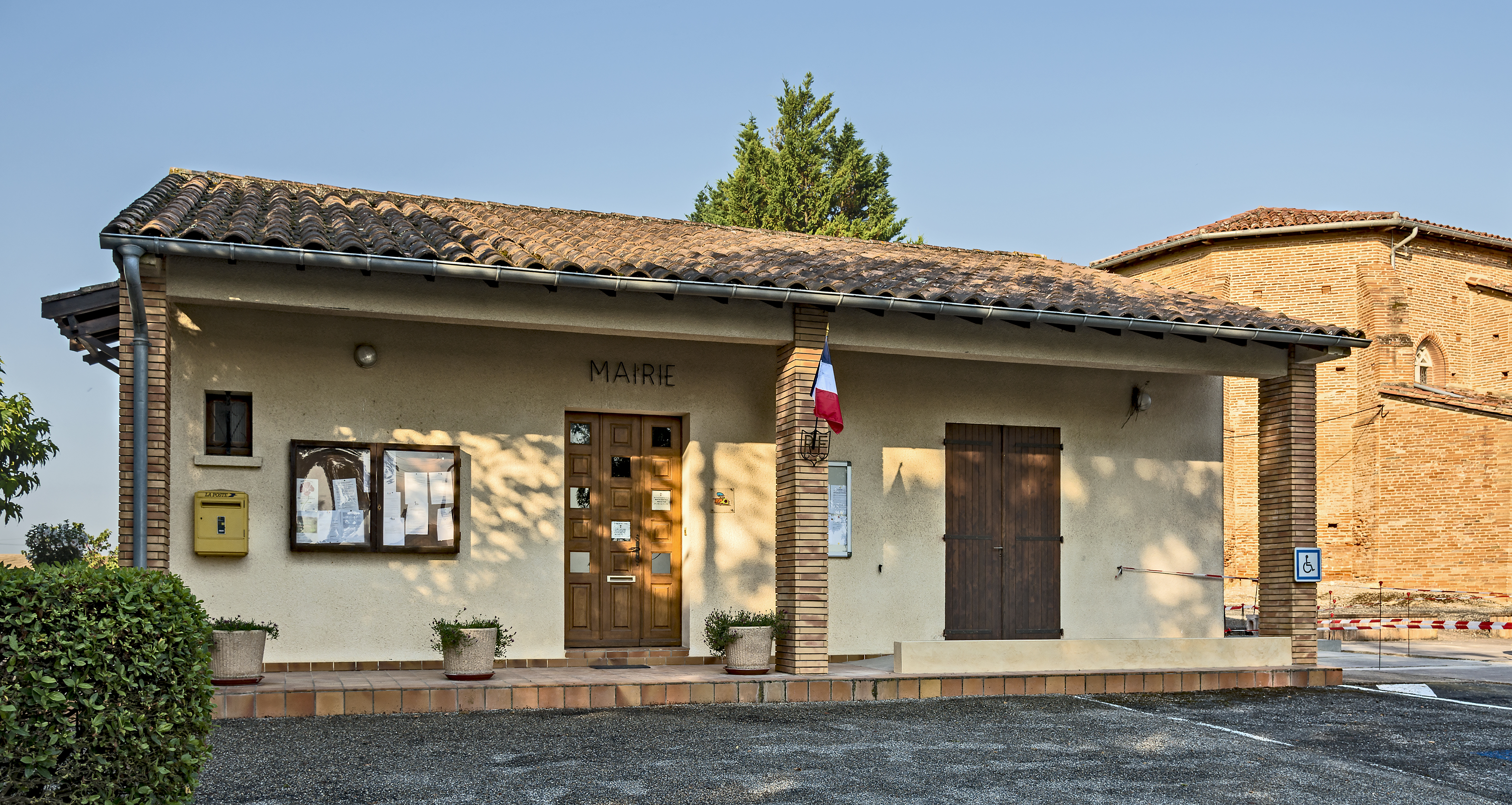
Primarie
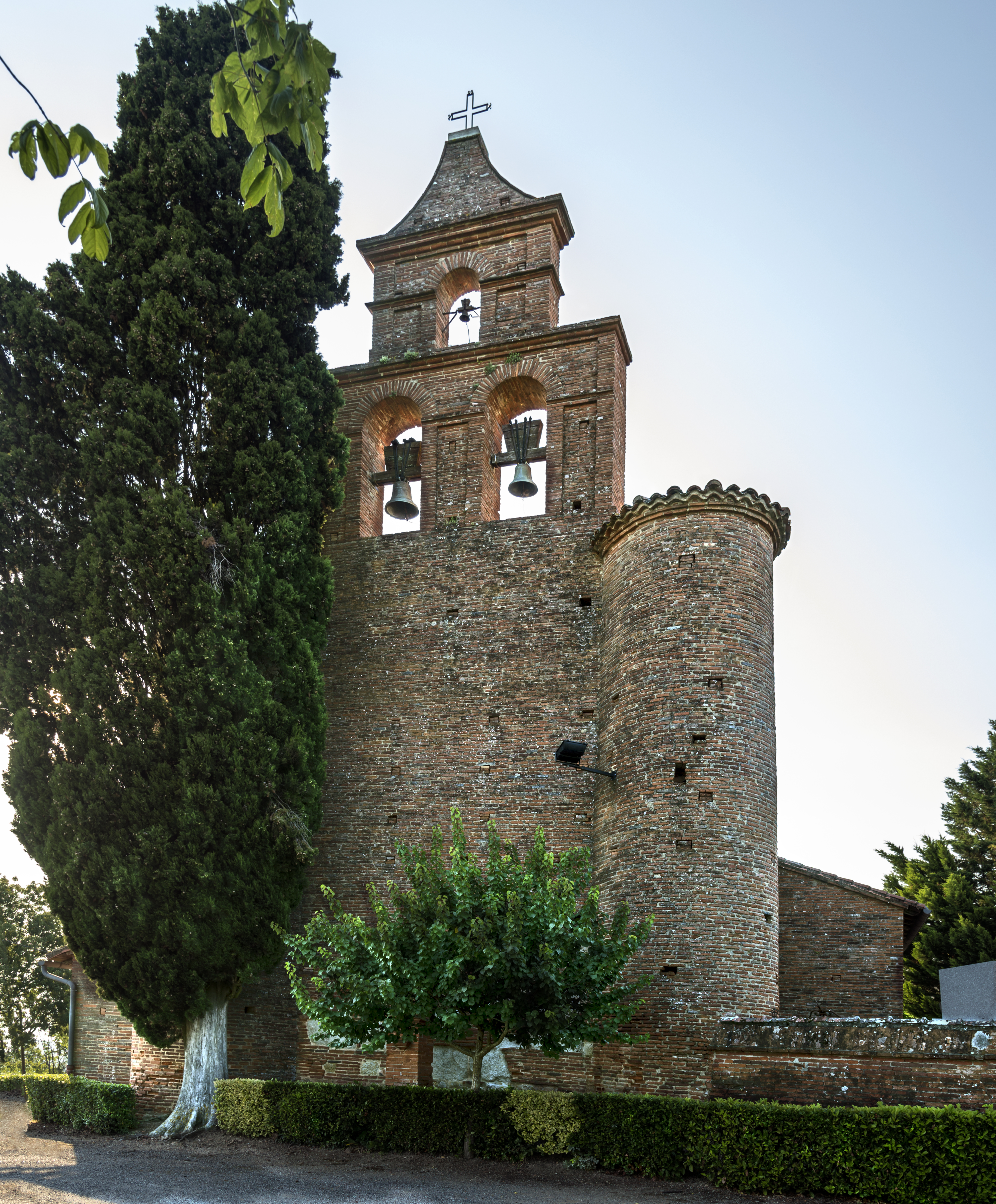
Biserica St.Martin
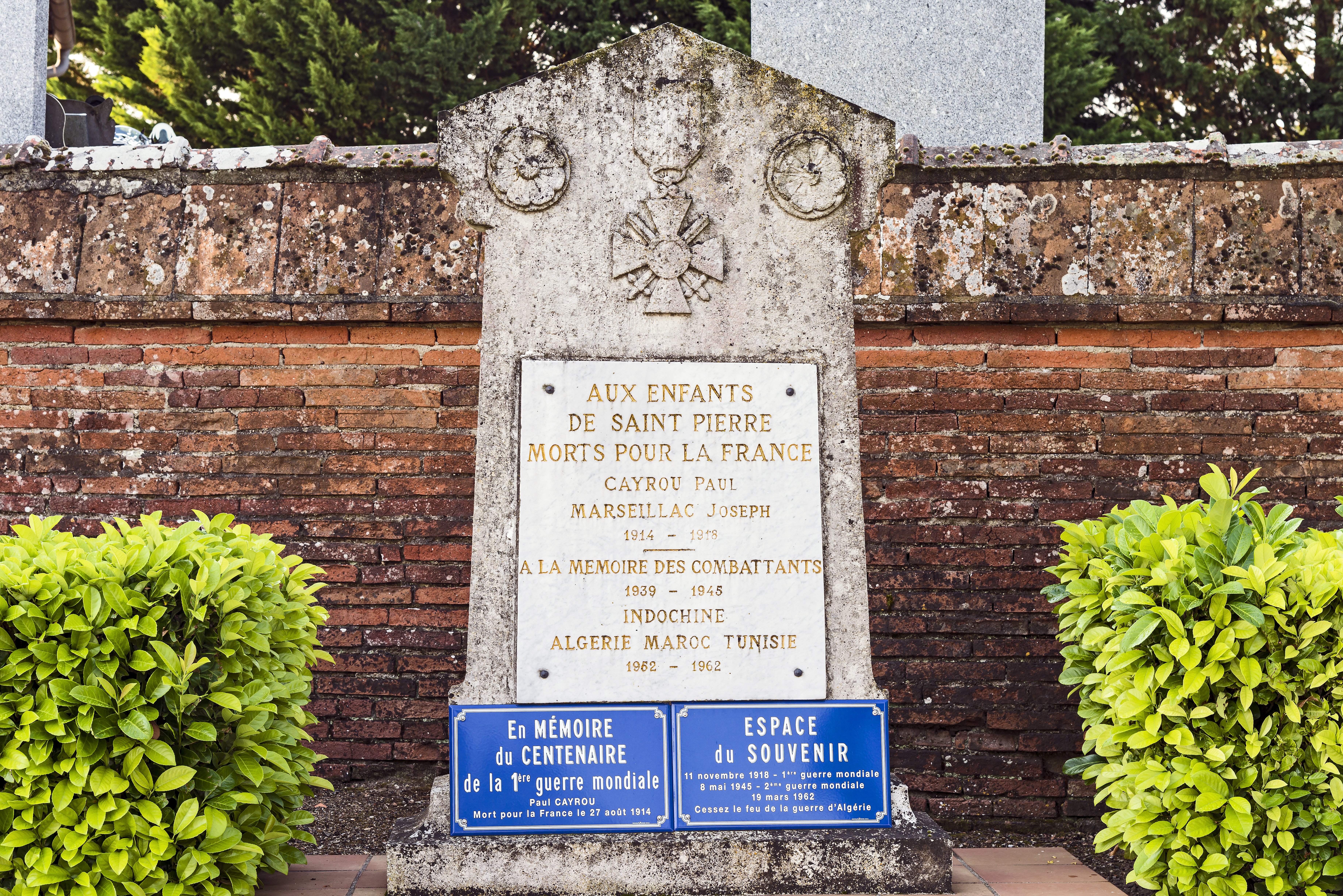
Memorialul Războiului